# Kone (vulkan)
Kone är en vulkan i Etiopien. Den ligger i den centrala delen av landet, 110 km öster om huvudstaden Addis Abeba. Toppen på Kone är 1 619 meter över havet, eller 292 meter över den omgivande terrängen. Bredden vid basen är 9,6 km.
Terrängen runt Kone är kuperad åt nordost, men åt sydväst är den platt. Runt Kone är det ganska tätbefolkat, med 96 invånare per kvadratkilometer. Trakten runt Kone består i huvudsak av gräsmarker.